# Richard O'Ferrall
Richard Anton Patrick Connel O'Ferrall (Paramaribo, 21 juli 1855 - aldaar, 28 oktober 1936) was een Surinaams onderwijzer, schrijver en Statenlid.
Hij was een van de centrale figuren in het culturele leven van Paramaribo in het laatste decennium van de negentiende - en het eerste van de twintigste eeuw. Hij werd geëxamineerd onderwijzer in Nederlands, Frans en Engels en schreef rond 1881 een methode voor aanvankelijk leesonderwijs. Vervolgens werd hij hoofd van een bijzondere school voor Uitgebreid Lager Onderwijs (ULO) en bovendien directeur van de in 1888 gestarte openbare Avondschool voor Handwerkslieden die sinds 1893 ook een Werk- en Constructiewinkel kende. Met leerlingen van de hoogste klasse zette hij de toneelgroep Ons Genoegen op. Hij schreef bijdragen voor het vakblad De Ambachtsman, maar een enkele keer ook voor de lokale kranten. Op 22 juli 1896 werd in het toneelgebouw Thalia zijn stuk Lucij opgevoerd, het eerste avondvullende toneelstuk van een Surinaamse schrijver.
O'Ferrall was Statenlid van 1922 tot 1928. Hij was actief lid van de Buiten-Sociëteit Het Park en in 1903 oprichter van de jongensvereniging `Het Kleine Bataljon van Suriname'. Hij schreef geregeld over landbouw en was redacteur van het weekblad De Ploeg. O'Ferrall is ook actief geweest binnen het Algemeen Nederlandsch Verbond.
In 1923 publiceerde hij onder het pseudoniem Ultimus de roman Een Beschavingswerk, een sociaal- en economisch-politieke studie in romanvorm, geïnspireerd door de aanleg van de Lawaspoorweg (1902-1912). De roman geeft een ironisch beeld van de megalomanie van overheden; de neerbuigende houding tegenover Marrons en Indianen; de truttigheid van het koningshuis; en de idioterie van beschavingsmissies.

## Over O'Ferrall
- Michiel van Kempen, Een geschiedenis van de Surinaamse literatuur, profiel van Richard O'Ferrall op pagina 336 e.v.